# Панак глибинний
Панак глибинний (Panaque bathyphilus) — вид риб з роду Panaque родини Лорікарієві ряду сомоподібні.

## Опис
Загальна довжина сягає 7,3 см (в акваріумі більше). Форми тіла тонкі. Голова доволі велика, масивна. Очі великі, опуклі з райдужною оболонкою. Рот являє собою потужну присоску. Є 2 пари коротких вусів. Тулуб широкий, сплощений, видовжений у хвостовій частині, вкритий великими кістковими пластинками. Спинний, грудні та хвостовий плавці великі та широкі, добре розвинені. Спинний та грудні плавці наділені потужними шипами. Черевні плавці трохи поступаються грудним плавцям. Жировий плавець крихітний. Анальний плавець маленький. Хвостовий плавець широкий. Його верхні та нижні кінчики доволі довгі.
Має 2 форми забарвлення: з чорним кольором, з більш світлими відтінками на голові та череві, темніший відтінок — на плавцях; з білим забарвленням, якому не вистачає меланіну.

## Спосіб життя
Є демерсальною рибою. Воліє до прозорої води. Зустрічається у гирлі річок. Тримається в суцільній темряві. Ховається серед рослин, що плавають, під корчами та серед каміння. Живиться дрібними безхребетними і водоростями.

## Розповсюдження
Мешкає у річках Укаялі (Перу) та Солімойнс (Бразилія).